# Thalassoma nigrofasciatum
Thalassoma nigrofasciatum е вид бодлоперка от семейство Labridae. Видът не е застрашен от изчезване.

## Разпространение и местообитание
Разпространен е в Австралия, Индонезия, Нова Зеландия, Нова Каледония, Остров Норфолк, Папуа Нова Гвинея, Соломонови острови, Тонга и Фиджи.
Обитава крайбрежията на морета и рифове. Среща се на дълбочина от 0,3 до 13 m, при температура на водата от 26,9 до 28,4 °C и соленост 34,7 – 35,3 ‰.

## Описание
На дължина достигат до 20 cm.